# Vira Someshwara
Vira Someshwara (Kannada) (1234–1263) fue un rey del Imperio Hoysala. La preocupación de Vira Narasimha II por los asuntos del país tamil resultó en el descuido de los territorios del norte y tuvo que enfrentar las incursiones de Seuna al sur del río Tungabhadra.

## Influencia en la política del país tamil
Durante 1225-1250, los Hoysalas consolidaron su dominio sobre el sur del Deccan al afirmar su influencia completa sobre los Cholas y los Pandyas. De hecho, los reyes del país tamil le dieron a Someshwara el título honorífico de Mamadi ("tío"). Magadai Mandalam fue conquistada por Veera Somesvara en 1236. Se alió con Chola Rajendra III, pero se hizo amigo de los Pandyas cuando el rey Chola intentó invadir el territorio Pandya en 1238. Más tarde, tras derrotar a Rajendra Chola III, Vira Someshwara volvió a luchar por la causa de los Cholas contra los Pandyas.
Después de 1235 d. C., Someswara fundó su capital en la ciudad sureña de Kannanur, a cinco millas al norte de Srirangam, y la llamó Vikramapura. En 1236-37 d. C., estableció varios santuarios menores en el templo Jambukeswaram en la isla Srirangam, llamados Vallaliswara, Padumaliswara, Vira Narasingeswara y Somaleswara, llamados en honor a sus familiares cercanos. Él construyó el templo Bhojeswara Posaliswara en Kannanur y firmó sus inscripciones en kannada como Malaparoluganda (Señor entre los Malepas, es decir, las tribus de las montañas de los Ghats occidentales), el título de la familia Hoysala desde sus comienzos en negrita en caracteres kannada.
En 1254 Someshwara dividió su reino entre sus dos hijos, Ramanatha, que gobernaba desde Kannanur, y Narasimha III, que gobernaba desde Halebidu, su capital original. Al igual que su padre Narasimha II, Someshwara se quedó en Kannanur con Ramanatha, donde murió en una guerra con Sadayavarman Sundara Pandyan I de la dinastía Pandyan.